# فيلي هايز
فيلي هايز (بالإنجليزية: Willie Hayes)‏ (30 مارس 1928 بليمريك في جمهورية أيرلندا - 1 أغسطس 2014) هو لاعب كرة قدم أيرلندي في مركز حراسة المرمى. شارك مع منتخب جمهورية أيرلندا لكرة القدم. أما مع النوادي، فقد لعب مع نادي توركي يونايتد ونادي ريكسهام ونادي يميريك وEllesmere Port Town F.C. ‏.